# ДПП-40
ДПП-40 — десантируемый понтонный парк, предназначенный для оборудования мостовых и паромных переправ.

## Техническое описание
Основой десантируемого понтонного парка ДПП-40 является складное трехпонтонное звено, перевозимое на автомобиле ГАЗ-66-05. Звено состоит из среднего и двух крайних металлических понтонов, являющихся несущими элементами в мостах и паромах, и двух пневмокаркасных поплавков для увеличения водоизмещения звена. Каждый пневмокаркасный поплавок накачивается воздухом с помощью компрессора, смонтированного на автомобиле.
По мосту грузоподъемностью 40 т допускается движение гусеничных и колесных машин со скоростью 10-20 км/ч при дистанции между машинами 20 м.
Парк авиатранспортабелен и может десантироваться парашютным способом.

### Табель материальной части
- 32 речных звена на автомобилях ГАЗ-66-05;
- 16 подвесных лодочных моторов «Вихрь-М»

### Характеристика перевозных паромов
20-тонный паром:
- грузоподъемность — 20 т;
- длина парома — 8 м;
- количество звеньев — 2;
- количество паромов собираемых из парка — 16;
- время на сборку парома — 10-12 мин.

40-тонный паром:
- грузоподъемность — 40 т;
- длина парома — 16 м;
- количество звеньев — 4;
- количество паромов собираемых из парка — 8;
- время на сборку парома — 12-15 мин.

### Характеристика моста
- грузоподъемность — 40 т;
- ширина проезжей части — 4,2 м;
- длина моста — 128 м;
- время наводки моста — 40-50 мин.